# Đảng Cứu quốc Campuchia
Đảng Cứu quốc Campuchia hay Cứu nguy Dân tộc Campuchia (tiếng Khmer: គណបក្សសង្រ្គោះជាតិ; CNRP) là một liên minh bầu cử Campuchia giữa hai đảng đối lập chính, đảng Sam Rainsy và Đảng Nhân quyền được thành lập vào giữa năm 2012 để cùng nhau chạy đua cuộc tổng tuyển cử năm 2013.
Phong trào dân chủ Cứu nguy dân tộc, cơ quan chuyển tiếp trước khi sáp nhập, đã thành lập nhóm làm việc để thống nhất hai nhóm và đang trong quá trình của việc tạo ra một nền tảng và các chính sách đảng chung. Biểu tượng cho CNRP là mặt trời mọc.
Đối với các cuộc bầu cử năm 2013, số lượng của đảng trên lá phiếu chính thức là 7.
Tháng 10 năm 2017, sau khi Chủ tịch CNRP Kem Sokha bị bắt giữ vì tội phản quốc, khoảng 55 thành viên cấp cao của CNRP bao gồm Phó Chủ tịch Mu Sochua đã trốn khỏi Campuchia trước khi họ bị Chính phủ Campuchia bắt giam. Đảng CNRP đang trên bờ vực bị giải thể, do bị cáo buộc thực hiện âm mưu lật đổ chính quyền của Thủ tướng Campuchia Hun Sen. Nếu sự việc này xảy ra, toàn bộ số ghế của CNRP sẽ được phân chia cho các Đảng phái khác, đặc biệt là Đảng bảo hoàng Funcinpec.
Ngày 16 tháng 11 năm 2017, Tòa án Tối cao Campuchia ra phán quyết giải thể đảng Cứu nguy dân tộc Campuchia (CNRP).Chánh án Tòa án Tối cao Dith Munty thông báo quyết định giải thể đảng đối lập chính và cấm 118 thành viên của đảng này tham gia chính trị trong 5 năm. Như vậy, CNRP sẽ mất toàn bộ số ghế từ trung ương đến địa phương.
Việc CNRP bị giải thể xuất phát từ phần sửa đổi gây tranh cãi của Luật về các đảng chính trị được thông qua vào tháng 2 và tháng 7.Theo luật pháp Campuchia, phán quyết của Tòa án tối cao là phán quyết cuối cùng và bị đơn không có quyền kháng cáo
Chính phủ Campuchia lẫn CNRP chưa đưa ra phản ứng nào tuy nhiên ngay trước thềm tòa án tối cao ra phán quyết, Sam Rainsy bất ngờ tuyên bố trở lại chính trường Campuchia.

## Chính cương
Các chính sách của CNRP bao gồm:
- Tiền hưu bổng 40.000 Riels hoặc 10 Đô la Mỹ một tháng đối với người già từ 65 tuổi trở lên.
- Mức lương tối thiểu là 600.000 riels hoặc 150 đô la Mỹ một tháng cho người lao động.
- Tiền lương tối thiểu là 1.000.000 riels hoặc 250 đô la Mỹ một tháng cho công chức nhà nước.
- Bảo đảm giá cho nông sản (giá gạo thấp nhất là 1.000 riels hoặc 0,25 đô la Mỹ một kilôgam) và ổn định thị trường.
- Chăm sóc y tế miễn phí cho người nghèo.
- Quyền bình đẳng của thanh niên để được hưởng nền giáo dục có chất lượng và có việc làm.
- Hạ giá nhiên liệu, phân bón, điện và lãi suất cho vay.

## Tổng tuyển cử 2013
Majority 
     Minority 
| STT       | Tỉnh             | Ghế thắng được | Phiếu phổ thông | Chiếm  |
| --------- | ---------------- | -------------- | --------------- | ------ |
| 1         | Banteay Meanchey | 2 / 6          | 64,732          | 25.33% |
| 2         | Battambang       | 3 / 8          | 162,527         | 38.09% |
| 3         | Kampong Cham     | 10 / 18        | 457,819         | 51.10% |
| 4         | Kampong Chhnang  | 2 / 4          | 96,208          | 39.30% |
| 5         | Kampong Speu     | 3 / 6          | 186,867         | 46.92% |
| 6         | Kampong Thom     | 3 / 6          | 115,880         | 40.46% |
| 7         | Kampot           | 3 / 6          | 125,320         | 41.64% |
| 8         | Kandal           | 6 / 11         | 366,056         | 55.76% |
| 9         | Kep              | 0 / 1          | 4,165           | 20.84% |
| 10        | Koh Kong         | 0 / 1          | 11,017          | 25.12% |
| 11        | Kratié           | 1 / 3          | 59,774          | 41.68% |
| 12        | Mondulkiri       | 0 / 1          | 4,244           | 17.50% |
| 13        | Oddar Meanchey   | 0 / 1          | 21,968          | 26.96% |
| 14        | Pailin           | 0 / 1          | 8,959           | 32.57% |
| 15        | Phnôm Pênh       | 7 / 12         | 382,880         | 57.68% |
| 16        | Preah Vihear     | 0 / 1          | 19,199          | 22.42% |
| 17        | Prey Veng        | 6 / 11         | 287,778         | 49.95% |
| 18        | Pursat           | 1 / 4          | 48,217          | 23.98% |
| 19        | Ratanakiri       | 0 / 1          | 7,821           | 14.59% |
| 20        | Siem Reap        | 2 / 6          | 140,737         | 35.58% |
| 21        | Sihanoukville    | 0 / 1          | 30,558          | 34.95% |
| 22        | Stung Treng      | 0 / 1          | 6,962           | 14.94% |
| 23        | Svay Rieng       | 2 / 5          | 99,600          | 33.04% |
| 24        | Takéo            | 4 / 8          | 236,686         | 45.73% |
| Tổng cộng | Tổng cộng        | 55 / 123       | 2,946,176       | 44.46% |

Kết quả sơ bộ cho thấy các CNRP giành 45% hoặc 55 ghế trong số 123 ghế Quốc hội. Đảng CNRP nay chiếm đa số trong Phnôm Pênh, Prey Veng, Kampong Cham và tỉnh Kandal.

## Lãnh đạo CNRP
Ban chấp hành
| 1. Yim Sovann (Chủ tịch) 2. Mao Monyvann (Phó Chủ tịch) 3. Yem Ponhearith (Chủ tịch danh dự) 4. Kuoy Bunroeun 5. Kem Monovithya 6. Ky Wandara 7. Vann Chan |

Ủy viên thường trực
| 1. Kem Sokha (Chủ tịch) 2. Pol Hom (Phó Chủ tịch) 3. Mu Sochua (Phó Chủ tịch) 4. Eng Chhai Eang (Phó Chủ tịch) 5. Yim Sovann (Tổng thư ký) 6. Ou Chanrith 7. Yem Ponhearith 8. Ky Wandara 9. Ho Vann 10. Mao Monyvann 11. Kuoy Bunroeun 12. Kem Monovithya | 13. Vann Chan 14. Tioulong Saumura 15. Kimsour Phirith 16. Thach Setha 17. Son Chhay 18. Cheam Channy 19. Toun Youkda 20. Lim Bunsidaret 21. Keo Sambath 22. Ke Sovannaroth 23. Men Sothavarin |